# Germering
Germering – miasto w Niemczech, w kraju związkowym Bawaria, w rejencji Górna Bawaria, w regionie Monachium, w powiecie Fürstenfeldbruck. Leży około 10 km na południowy wschód od Fürstenfeldbruck.
Najbliżej położone duże miasta: Monachium ok. 20 km na wschód, Norymberga - ok. 250 km na północ i Stuttgart - ok. 300 km na północny zachód. Nie zostało zburzone podczas II wojny światowej.
W 1978 do miasta przyłączono gminę Unterpfaffenhoffen, która stała się jego dzielnicą. Na przełomie lat 40. i 50. XX w. w Unterpfaffenhofen stacjonowały oddziały Polskich Kompanii Wartowniczych.

## Geografia
Germering to miasto leżące w północno-wschodniej części rozległej Równiny Monachijskiej. Leży na stosunkowo równym poziomie i minimalnie opada na północ. Na północy graniczy z łąkami miasta Puchheim.
Na wschodzie od miasta znajdują się rozległe pola, przecięte przez autostradę A99. Wolne równiny na monachijskich peryferiach są obecnie uprzemysławiane. Na południu i południowym wschodzie leży wielki teren leśny - Kreuzlinger Forst, jak również autostrada A96. Na północnym zachodzie znajduje się sztuczny zbiornik oraz zalesiona góra Parsberg. Na zachodzie rozpoczyna się powiat Starnberg z gminą Gilching.

## Demografia
| Rok                | 1840 | 1925  | 1939  | 1950  | 1961   | 1970   | 1979   | 1995   | 2005   | 2006   |
| Liczba mieszkańców | 625  | 1 322 | 3 032 | 6 355 | 11 141 | 25 261 | 34 262 | 35 751 | 37 036 | 36 956 |

### Struktura wiekowa
Dane o ludności z 31 grudnia 2008:
| Opis                                | Ogółem | Ogółem | Kobiety | Kobiety | Mężczyźni | Mężczyźni |
| ----------------------------------- | ------ | ------ | ------- | ------- | --------- | --------- |
| Jednostka                           | osób   | %      | osób    | %       | osób      | %         |
| Populacja                           | 37 035 | 100    | 19 292  | 52,09   | 17 743    | 47,91     |
| Wiek przedprodukcyjny (0–17 lat)    | 6026   | 16,27  | 2869    | 7,75    | 3157      | 8,52      |
| Wiek produkcyjny (18–65 lat)        | 22 224 | 60,01  | 11 441  | 30,89   | 10 783    | 29,12     |
| Wiek poprodukcyjny (powyżej 65 lat) | 8785   | 23,72  | 4982    | 13,45   | 3803      | 10,27     |

## Polityka
Burmistrzem miasta jest Andreas Haas z CSU, wcześniej urząd ten obejmował Peter Braun, rada miasta składa się z osób.
|      | CSU | SPD | Zieloni | FDP | REP | ödp/PFB | FWG/UBG | Razem |
| 2008 | 17  | 11  | 6       | 1   | -   | 2       | 3       | 40    |
| 2002 | 18  | 14  | 3       | 1   | 1   | 1       | 2       | 40    |

### Herb
Herb miasta został stworzony w 1981 roku przez Karla Haasa, z poszczególnych herbów Germeringu i Unterpfaffenhofen. W części miasta Germering widoczny jest stary kościół wiejski pw. św. Marcina (biały na czerwonym tle). W części Unterpfaffenhofen znajduje się czerwony lew na białym tle. Jako element łączący użyte zostały trzy zielone pagórki, przedstawiające górę Parsberg.

## Transport

### Drogi
Germering leży bezpośrednio na północ od autostrady A96 Monachium-Lindau (Bodensee).
Przez wschodnią część miasta biegnie pierścień autostrady A99, łączący się z autostradami A99, A8, oraz A9. Od 19 stycznia 2006 roku część drogi pomiędzy autostradami A96 (Monachium-Lindau (Bodensee)) i A8 (Monachium-Stuttgart) nadaje się całkowicie do jazdy. Dojazd do Germeringa odbywa się poprzez wyjazdy z autostrad: 
- A96 - Gilching, oraz Germering-Süd
- A99 - Freiham-Zentrum, oraz Germering-Nord.

Przez centrum miejscowości biegnie droga krajowa nr 2, z Fürstenfeldbrucku w kierunku Monachium. Droga ta w wyniku prac budowlanych na wschodzie miasta została przeniesiona w kierunku północnym, dzięki czemu powstało połączenie Germering-Nord.

### Kolej
Monachijska kolej miejska (S-Bahn) przebiega przez Germering na linii S8 (Herrsching am Ammersee-Monachium-Port lotniczy Monachium) i posiada dwa przystanki: Germering-Unterpfaffenhofen i Harthaus (trasa MVV).

## Gospodarka
W Germeringu dominują przedsiębiorstwa oparte na przemyśle metalowym i chemicznym. Obok nich znajdują się liczne małe zakłady z sektora usług.

## Kultura i zabytki
Kulturalna scena Germeringa tworzona jest przez przedmieścia - cecha charakterystyczna gmin. W centrum znajduje się hala miejska, a w niej kino, wystawy i restauracje. W budynku dawnej remizy strażackiej znajduje się muzeum miejskie (Zeit+Raum). Gabloty na cmentarzu św. Marcina lub przy wyjeździe z miasta w kierunku Alling ukazują dawne znaleziska Germeringa.
Na ponadregionalną uwagę zasługuje "czerwona nić", czerwona linia z abstrakcyjnymi symbolami i wskazówkami dla przejeżdżających przez miasto, w kształcie gwiazdek.
Na szczególną uwagę zasługują muzykalne subkultury, takie jak Sportfreunde Stiller i Jamaram, oraz wspieranie przez miasto młode, początkujące zespoły.

### Kościoły
- Dietricha Bonhoeffera (ewangelicki)
- otwarty gminny (ewang.)
- Jezusa Chrystusa
- św. Jana Bosko (Don Bosco) (katolicki)
- stary św. Marcina (kat.)
- nowy św. Marcina (kat.)
- stary Św. Jakuba (kat.)
- nowy Św. Jakuba (kat.)
- św. Cecylii (kat.)
- św. Marii (kat.)

## Atrakcje
- plac zabaw i przygód
- jezioro
- JuZ 2, Cordobar (dawne więzienie), BlueBar i herbaciarnie
- Polariom (hala łyżwiarska)
- stajnia konna
- warsztaty rowerowe i motorowerowe
- basen otwarty
- kryta pływalnia
- studnia św. Jakuba

## Sport
- Klub Sportowy Germering
- Klub Sportowy Unterpfaffenhofen Germering
- Stowarzyszenie Gimnastyczno-Sportowe Unterpfaffenhofen-Germering
- Klub Sportowy Neptun Germering
- Wędrowcy Germering

## Współpraca
Miejscowości partnerskie:
- Węgry: Balatonfüred
- Francja: Domont